# Bravia (Bryansk Air Enterprise)
Bravia of Bryansk Air Enterprise was een Russische luchtvaartmaatschappij met haar thuisbasis in Brjansk.
Zij voert passagiers- en vrachtchartervluchten uit binnen Rusland.

## Geschiedenis
Bravia of Bryansk Air Enterprise is opgericht in 1999 als opvolger van de Bryansk-divisie van Aeroflot, die operationeel was vanaf 1946.

## Vloot
- 3 Yakolev Yak-40
- 2 Antonov AN-24V